# Gwansan-dong
Gwansan-dong (koreanska: 관산동) är en stadsdel i staden Goyang i  provinsen Gyeonggi i den nordvästra delen av Sydkorea, 19 km nordväst om huvudstaden Seoul. Den ligger i stadsdistriktet Deogyang-gu.